# Nederlandse kampioenschappen atletiek 1993
De Nederlandse kampioenschappen atletiek 1993 vonden van 23 t/m 25 juli plaats in Sportpark Olympia Ookmeer te Amsterdam.

## Uitslagen
| Atleet                 | Prestatie | Onderdeel            | Atlete                  | Prestatie |
| ---------------------- | --------- | -------------------- | ----------------------- | --------- |
| Frank Perri            | 10,65     | 100 m                | Jacqueline Poelman      | 11,48     |
| -                      | -         | 100 m horden         | Ine Langenhuizen        | 13,79     |
| Robin Korving          | 13,99     | 110 m horden         | -                       | -         |
| Regillio van der Vloot | 21,37     | 200 m                | Jacqueline Poelman      | 23,50     |
| Arjan Achterkamp       | 47,26     | 400 m                | Ester Goossens          | 52,73     |
| Marco Beukenkamp       | 50,40     | 400 m horden         | Mirian Knijn            | 58,54     |
| Ton Baltus             | 1.47,46   | 800 m                | Stella Jongmans         | 2.06,65   |
| Gerben IJpelaar        | 3.51,68   | 1500 m               | Stella Jongmans         | 4.19,79   |
| -                      | -         | 3000 m               | Elly van Hulst          | 9.10,23   |
| Marcel Laros           | 8.47,73   | 3000 m steeplechase  | -                       | -         |
| Henk Gommer            | 14.10,12  | 5000 m               | -                       | -         |
| Tonnie Dirks           | 28.33,54  | 10.000 m             | Christine Toonstra      | 33.27,20  |
| Björn Groen            | 2,17      | hoogspringen         | Blanca Gelauf           | 1,79      |
| Richel Keysers         | 5,00      | polsstokhoogspringen | -                       | -         |
| Frans Maas             | 7.95      | verspringen          | Mieke van der Kolk      | 6,17      |
| Arthur Lynch           | 15,74     | hink-stap-springen   | Ingrid van Lingen       | 12,39     |
| Erik de Bruin          | 19,16     | kogelstoten          | Jacqueline Goormachtigh | 17,15     |
| Erik de Bruin          | 63,06     | discuswerpen         | Jacqueline Goormachtigh | 57,98     |
| Johan van Lieshout     | 74,40     | speerwerpen          | Ingrid Lammertsma       | 53,90     |
| Shaun Pickering        | 59,40     | kogelslingeren       | -                       | -         |

1904 · 
1908 · 
1909 · 
1910 · 
1911 · 
1912 · 
1913 · 
1914 · 
1915 · 
1917 · 
1918 · 
1919 · 
1920 · 
1921 · 
1922 · 
1923 · 
1924 · 
1925 · 
1926 · 
1927 · 
1928 · 
1929 · 
1930 · 
1931 · 
1932 · 
1933 · 
1934 · 
1935 · 
1936 · 
1937 · 
1938 · 
1939 · 
1940 · 
1941 · 
1942 · 
1943 · 
1944 · 
1946 · 
1947 · 
1948 · 
1949 · 
1950 · 
1951 · 
1952 · 
1953 · 
1954 · 
1955 · 
1956 · 
1957 · 
1958 · 
1959 · 
1960 · 
1961 · 
1962 · 
1963 · 
1964 · 
1965 · 
1966 · 
1967 · 
1968 · 
1969 · 
1970 · 
1971 · 
1972 · 
1973 · 
1974 · 
1975 · 
1976 · 
1977 · 
1978 · 
1979 · 
1980 · 
1981 · 
1982 · 
1983 · 
1984 · 
1985 · 
1986 · 
1987 · 
1988 · 
1989 · 
1990 · 
1991 · 
1992 · 
1993 · 
1994 · 
1995 · 
1996 · 
1997 · 
1998 · 
1999 · 
2000 · 
2001 · 
2002 · 
2003 · 
2004 · 
2005 · 
2006 · 
2007 · 
2008 · 
2009 · 
2010 · 
2011 · 
2012 · 
2013 · 
2014 · 
2015 · 
2016 ·
2017 ·
2018 ·
2019 ·
2020 ·
2021 ·
2022 ·
2023 ·
2024 ·
2025